# Econazol
El econazol es un fármaco antifúngico de uso tópico, derivado del imidazol.

## Farmacocinética
Producto de uso tópico con una absorción insignificante a través de la piel o mucosas.

## Mecanismo de acción.
- El econazol interactúa con los sistemas enzimáticos dependientes del citocromo P450, lo que  interfiere el metabolismo del lanosterol (dificulta la 14-desmetilación) llevando a una disminución del ergosterol y, de forma secundaria, a un acúmulo de esteroles anómalos (esteroles 14-alfa-metilados).[2] Al ser mucho más importante el ergosterol para la membrana de los hongos que para la de las células humanas, y debido a la mayor afinidad de los primeros por los azoles, se explica la acción selectiva.[3] La falta de ergosterol altera la permeabilidad de las membranas de los hongos, lo que lleva a una desestructuración de los orgánulos intracelulares y de la capacidad de división. Secundariamente, el acúmulo de esteroles anómalos contribuye a la fragilidad y muerte celular.
- También posee un efecto directo sobre la membrana celular. Este efecto se pone de manifiesto mediante el efecto sinérgico que tiene lugar entre el econazol y determinados detergentes, y conlleva un efecto fungicida, a diferencia de la inhibición de la síntesis de ergosterol, que produce un efecto fungistático.[2]
- Una tercera capacidad del econazol y de los azoles en general, consiste en la posibilidad de inhibición de la ATPasa de la membrana celular fúngica.  Ello puede colapsar rápidamente el gradiente de electrolitos y disminuir el ATP intracelular.[2]
- Finalmente, en algunos hongos (como es el caso de las Cándidas) impiden la transformación en pseudohifas, lo que las hace más sensibles a la acción de los leucocitos del organismo.[4]

## Indicaciones
Al igual que otros imidazólicos tópicos, está indicado en candidiasis cutáneas y mucosas, 
, pitiriasis versicolor y hongos dermatofitos productores de tinea corporis, tinea capitis o tinea pedis.

## Interacciones.
Su uso exclusivo tópico y la escasa absorción del producto a través de la piel impiden la posibilidad de interactuar con otros fármacos. No hay descritas interacciones de interés.

## Reacciones adversas
Al margen de las reacciones provocadas por fenómenos de alergia al producto, podemos encontrar dermatitis irritativas o eritema, fundamentalmente en los casos de aplicación en mucosa genital, con una incidencia inferior al 1%.